# Parafia Najświętszego Serca Pana Jezusa w Pszowie
Parafia Najświętszego Serca Pana Jezusa – rzymskokatolicka parafia znajdująca się w Pszowie, w dzielnicy Krzyżkowice. Należy do dekanatu Pszów w archidiecezji katowickiej. Została utworzona 4 listopada 1935 r.

## Proboszczowie[1]
- ks. Wojciech Urban rektor (1935), administrator (1935 – 1937)
- ks. Karol Pilawa administrator (1937-1938), proboszcz (1938 – 1971)

w czasie jego uwięzienia substytutami byli: ks. Paweł Lubos (1948), ks. Jerzy Zieliński (1948 – 1955), ks. Franciszek Strauch (1955), ks. Paweł Bekiesz (1955 – 1956)
- ks. Paweł Hahn (1971 – 1978)
- ks. Zdzisław Paszenda (1978 – 2000)
- ks. Ryszard Anczok (2000 – 2009)
- ks. Andrzej Pyrsz (2009 – 2015)
- ks. Joachim Glanc administrator (2015 – 2016), proboszcz (2016 – nadal)

## Grupy parafialne
Na terenie parafii działa kilkanaście grup parafialnych:
- Apostolat „Margaretka”,
- Chór Parafialny,
- Dzieci Maryi,
- Grupa Modlitwy świętego Ojca Pio,
- Katecheza dorosłych,
- Ministranci,
- Parafialne Centrum ŚDM,
- Towarzystwo Ciemnych Typów,
- Wspólnota Szensztacka,
- Zespół Charytatywny,
- Żywy Różaniec,
- Ruch Światło – Życie,
- Nadzwyczajni Szafarze Komunii Świętej,
- Krąg Biblijny „Psałterz bogatych”,
- Grupa Mężczyzn Świętego Józefa.